# Lloyd Osbourne

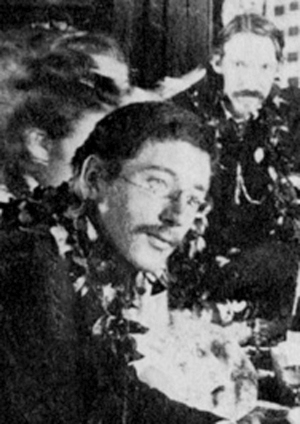
Osbourne und Stevenson im Hintergrund, 1884

Samuel Lloyd Osbourne (* 7. April 1868 in San Francisco, Kalifornien; † 22. Mai 1947 in Glendale, Kalifornien) war ein amerikanischer Schriftsteller und der Stiefsohn des schottischen Autors Robert Louis Stevenson. Für Lloyd schrieb Stevenson seinen weltbekannten Abenteuerroman Die Schatzinsel, der ihm gewidmet ist.

## Leben
Osbournes Eltern waren Samuel und Fanny Osbourne, geborene Vandegrift (1840–1914). Nach ihrer Scheidung heiratete Fanny im Jahr 1880, als Lloyd zwölf Jahre alt war, Robert Louis Stevenson. Wenig später malten  Lloyd und Robert Louis die Karte einer fiktiven Insel, die zur Inspiration für Stevensons bekannten Abenteuerroman Die Schatzinsel wurde.

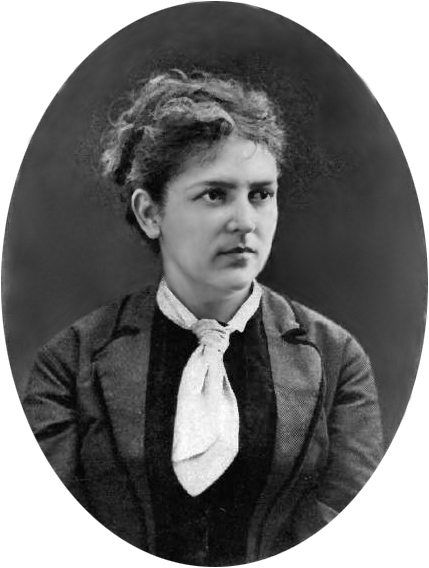
Mutter Fanny

Osbourne studierte Technik an der University of Edinburgh. Mit Stevenson und seiner Mutter zog er später nach Samoa, wo er 1897 zum Vizekonsul der Vereinigten Staaten von Amerika ernannt wurde. Osbourne war Koautor dreier Bücher mit seinem Stiefvater und trug auch zum Gelingen anderer Werke bei. 

Von links: Lloyd Osbourne, Fanny und Robert Louis Stevenson, König Kalākaua und Stevensons Mutter Margaret auf Hawaii, 1889

Osbourne heiratete am 9. April 1896 Katherine Durham in Honolulu und ließ sich 1914 scheiden. Ihre Kinder waren Alan (* 1897) und Louis (* 1900). Im Jahr 1916 heirateten sie erneut unter der Bedingung keiner weiteren Kinder, ließen sich später jedoch erneut scheiden. 
Von 1921 bis 1923 gab er die 26-bändige Vailima-Edition der Werke Stevensons heraus und versah den ersten Band mit einem Vorwort.
Das Jahr 1936 verbrachte er mit der um 40 Jahre jüngeren Yvonne Payerne in Südfrankreich. Der 68-jährige Osbourne wurde noch einmal Vater mit dem gemeinsamen Sohn Samuel (* 1936 in Nizza, † 2006 in Los Angeles). Er kehrte 1941 allein in die USA zurück, als diese in den Zweiten Weltkrieg eintraten. Yvonne und Samuel kamen am 22. Mai 1947 in New York an, genau an dem Tag, als Osbourne in Glendale starb.

## Gemeinsame Werke mit Robert Louis Stevenson
- The Wrong Box (1892); dt. Die falsche Kiste (Hanser 1969; 1966 als Letzte Grüße von Onkel Joe verfilmt)
- The Wrecker (1892); dt. Der Ausschlachter (dtv 1994)
- The Ebb Tide (1894); dt. Ebbe (Haffmans 1998)

## Eigene Werke
- Love, The Fiddler
- The Motormaniacs
- The Queen Versus Billy and other stories (South Seas)
- Wild Justice: Stories of the South Seas